# شیدی ساید (کشتی بخار)
شیدی ساید (کشتی بخار) (به انگلیسی: Shady Side (steamboat)) یک کشتی بود.